# Chanad Telegdi
Chanad Telegdi (en húngaro: Telegdi Chanád) (c. 1280? - de 1349) trigésimo quinto arzobispo de Estrigonia miembro de la alta nobleza húngara del siglo XIV.

## Biografía
Chanad nació en una familia húngara antigua y poderosa, cuyos ancestros estaban emparentados con el rey San Esteban I de Hungría. Pudo haber nacido cerca de 1280, y muy joven ya fue nombrado canónigo cantor de Nagyvárad en 1295. 
Entre 1296 y 1298 el canónigo Esteban lo reemplazó en este oficio, sin embargo en 1299 se lo volvió a dar a Chanad, lo que permite deducir que durante estos 3 años realizó ciertos estudios, donde obtuvo el respeto de  «decretorum doctor» que es mencionado posteriormente. En 1306 fue canónigo lector, y en 1318 prepósito del consejo canónico de Nagyvárad.
Aparte de eso, en los siguientes tres años se convirtió en jefe de la capilla real, secretario real y capellán papal. En Nagyvárad fundó un consejo canónigo colegiado, al cual llenó de abundantes donaciones. En 1322 fue elegido obispo de Eger el concejo canónigo local. En 1330 fue nombrado arzobispo de Estrigonia, tras lo cual reconstruyó la catedral de Estrigonia en 1331 y construyó tres capillas con gran pompa principesca. Igualmente reparó y amplió el palacio arzobispal de Estrigonia, construyendo el castillo y otros palacios en la ciudad.
En 1336 restauró y nuevamente amplió el consejo canónigo colegiado de San Jorge en Estrigonia, realizando amplias donaciones. Aparte de esto, en 1335 construyó un claustro para la Orden Franciscana en su propia tierra familiar en Csanád. Muy cercano a la familia real húngara, Chanad fue el padrino de bautizo del príncipe Esteban de Anjou de Hungría, hijo del rey Carlos Roberto. A pesar de su estrecha relación con el rey, se negó a coronar a su pequeño hijo Luis de Anjou mientras el monarca estaba aún en vida. Igualmente cuando fue necesario, Chanad defendió tenazmente los derechos de la Iglesia y de su arquidiócesis ante los excesos de Carlos Roberto.
El peso del gobierno del reino cayó dos veces sobre sus espaldas, primero cuando en los primeros años del reinado de Luis I de Hungría en 1343 la reina madre Isabel Lokietek viajó a Italia, y la segunda cuando el propio rey viajó a Nápoles en una campaña militar para vengar el asesinato de su hermano menor Andrés de Anjou de Hungría.
Chanad murió en 1349 y fue sucedido en la silla arzobispal a los pocos meses por su sobrino Nicolás Vásári.